# Elisabeth Reyes Villegas
Elisabeth Reyes Villegas (* 25. März 1985 in Málaga, Andalusien) ist ein spanisches Model und Moderatorin.

## Biografie

### Modelkarriere
Am 2. April 2006 gewann Reyes Villegas den Titel der Miss Spanien. Im selben Jahr arbeitete sie für verschiedene Firmen, so für Pasarela Castilla y León und Feast of Fashion. Des Weiteren hatte sie Werbeaufträge für den Katalog von Ace & As und für Blusens Teleno. Nach ihrer Wahl zur Miss Spanien wurde sie in den Zeitschriften Salsa rosa, Tan a gustito und in der deutschen Illustrierten Gala porträtiert.

### Fernsehkarriere
Elisabeth Reyes Villegas trat in einigen Fernsehsendungen auf, u. a. in Tan gustito, Pasapalabra und Ana Rosa’s Program auf. Zwischen 2008 und 2009 moderierte sie in Radiotelevisión Española. Sie nahm an dem im Fernsehen übertragenen Tanzwettbewerb Mira quien Baila teil und erreichte mit ihrem Tanzpartner den dritten Platz.

### Privatleben
Elisabeth Reyes Villegas hatte eine Beziehung mit dem Fußballspieler Sergio Ramos und ist derzeit die Lebensgefährtin von Alexis Ruano.